# Pastel Ghost
Vivian Moon, conhecida profissionalmente como Pastel Ghost, é uma musicista, cantora-compositora e produtora americana. Tendo origens de Brooklyn, Nova Iorque, ela depois passou um tempo na Área Da Baía da Califórnia Central, especificamente em São Francisco e Oakland, antes de se mudar para sua casa atual em Austin, Texas.
Ela descreveu sua música como "dreamwave" e "dream rave". Outros, como críticos de música profissionais, trabalhadores da indústria musical e promotores de shows, descreveram sua música como "elementos de dream pop, pós-punk e eletrônica, com a sua voz etérea a fundir-se com sintetizadores frios e batidas de dança", "som para dança, sussurrante, gazeado, cintilante e íntimo" "rave de bruxas", "impressionantemente hipnótico", e "batidas eletrônicas em nuvens almofadadas de sintetizadores, ocasionalmente fundidas com sons influenciados por videogames de 8 bits" com "vocais encharcados de reverberação, dando a todo o caso uma vibração apropriadamente fantasmagórica."
Ela primeiramente lançou por conta própria dois extended plays (EPs), Dark Beach e Shadows. Ela depois assinou contrato com 80s Ladies Records para seu álbum de estreia, Abyss, que foi lançado em 10 de março de 2015. Seu segundo álbum, Ethereality, foi lançado em 5 de outubro de 2018, através do Cleopatra Records. Ela apoiou Mr.Kitty na turnê subsequente, em 2019.
Em 12 de abril de 2025, Pastel Ghost tinha mais de 3,4 milhões de ouvintes mensais no Spotify, e, significativamente, sua faixa principal "Dark Beach" (do álbum Abyss), tinha mais de 288 milhões de streams.

## Biografia
Moon cresceu numa família que ela descreveu como musical, com uma irmã que tocava piano clássico e baixo e um irmão que também tocava piano. A própria Moon cresceu tocando violão e piano. No ensino médio e na faculdade, ela tocou com várias bandas, embora raramente ocupasse o centro do palco e não tivesse nenhuma aspiração particular de ser a vocalista principal.